# GoDaddy
GoDaddy – amerykański rejestrator domen i firma hostingowa z siedzibą w Tempe. Według danych serwisu W3Techs z lipca 2024 GoDaddy jest 7. co do wielkości dostawcą hostingu internetowego na świecie.

## Historia
GoDaddy zostało założone w 1997 roku w Phoenix, w Arizonie, przez Boba Parsonsa. Przed założeniem GoDaddy, Parsons sprzedał swoją firmę świadczącą usługi oprogramowania finansowego, Parsons Technology, firmie Intuit za 65 milionów dolarów w 1994 roku. Przerwał emeryturę w 1997 roku, aby uruchomić Jomax Technologies, nadając firmie nazwę od ulicy w Phoenix, w Arizonie.
W 1999 roku grupa pracowników Jomax Technologies zastanawiała się nad nową nazwą firmy, a popularną propozycją było „Big Daddy”. Jednakże, ponieważ ta domena była już zajęta, zamiast tego wybrano „Go Daddy”. Parsons uznał, że jest to prosta i łatwa do zapamiętania nazwa. Oryginalne logo GoDaddy przedstawiało rysunkowego mężczyznę z potarganymi włosami i okularami przeciwsłonecznymi.
W kwietniu 2005 roku GoDaddy stało się największym akredytowanym rejestratorem ICANN w Internecie. W 2011 roku GoDaddy otrzymało strategiczną inwestycję od funduszy private equity: KKR, Silver Lake i Technology Crossover Ventures.
W 2017 roku GoDaddy przejęło platformę zabezpieczeń Sucuri. W kwietniu 2017 roku GoDaddy nabyło Host Europe Group, w tym firmy 123 Reg (wówczas największego rejestratora domen w Wielkiej Brytanii, z ponad 3 milionami zarejestrowanych nazw i 1,3 miliona hostowanych stron internetowych), Domain Factory i Heart Internet, za 1,69 miliarda euro. W marcu 2018 roku Amazon Web Services (AWS) ogłosiło, że GoDaddy przenosi większość swojej infrastruktury do AWS w ramach wieloletniego procesu migracji.
W styczniu 2020 roku GoDaddy zaprezentowało nowe logo z prostym, bezszeryfowym napisem, któremu towarzyszy sercowaty wzór układający się w napis „GO”. W kwietniu 2021 roku siedziba główna została przeniesiona ze Scottsdale do Tempe.